# Quận của tỉnh Bas-Rhin
7 quận của tỉnh Bas-Rhin gồm:
| Quận                     | Quận lỵ     | Tổng | xã  | Dân số năm 1990 | Dân số năm 1999 | Tăng trưởng dân số |
| ------------------------ | ----------- | ---- | --- | --------------- | --------------- | ------------------ |
| Quận Haguenau            | Haguenau    | 3    | 56  | 111.201         | 120.445         | 8.31%              |
| Quận Molsheim            | Molsheim    | 5    | 69  | 80.255          | 89.604          | 11.65%             |
| Quận Saverne             | Saverne     | 6    | 127 | 85.436          | 88.251          | 3.29%              |
| Quận Sélestat-Erstein    | Sélestat    | 7    | 101 | 123.128         | 134.907         | 9.57%              |
| Quận Strasbourg-Campagne | Strasbourg  | 8    | 104 | 240.621         | 264.424         | 9.89%              |
| Quận Strasbourg-Ville    | Strasbourg  | 10   | 1   | 252.338         | 264.115         | 4.67%              |
| Quận Wissembourg         | Wissembourg | 5    | 68  | 60.074          | 64.374          | 7.16%              |